# Carlos Luís d'Amour
Dom Carlos Luís d'Amour (São Luís, 3 de junho de 1837 — 9 de julho de 1921) foi um religioso brasileiro.
Foi bispo de Cuiabá de 1877 a 1910, sucedendo José Antônio dos Reis, e também cônego, monsenhor e vigário. Foi o primeiro arcebispo da arquidiocese de Cuiabá, quando da elevação desta a arquidiocese, em 10 de março de 1910.